# Parque Las Virreinas
Parque Las Virreinas es un parque situado en el distrito Palma-Palmilla de la ciudad andaluza de Málaga, España. Según la delimitación oficial del ayuntamiento, limita al este con el barrio de Las Virreinas.
Inaugurado en 2003, el Parque Las Virreinas ocupa 57 hectáreas de la antigua finca de la Virreina. Contiene matorral y árboles autóctonos como algarrobos y olivos centenarios.
Ninguna línea de autobús de la EMT alcanza los límites del parque. 